# Opius osogovoensis
Opius osogovoensis är en stekelart som beskrevs av Fischer 1964. Opius osogovoensis ingår i släktet Opius och familjen bracksteklar. Inga underarter finns listade i Catalogue of Life.